# Rosalie fait ses courses
Pour plus de détails, voir Fiche technique et Distribution.
Rosalie fait ses courses (titre original : Rosalie Goes Shopping) est un film allemand réalisé par Percy Adlon et sorti en 1989.

## Synopsis
Dans une région agricole de l'Arkansas, le boulot d'épandage aérien de Ray « Liebling », le mari chéri de Rosalie, qui s'amuse comme un petit fou aux manettes de son biplan, ne suffit plus aux besoins de sa famille nombreuse : sept gosses. Fatiguée de tirer le diable par la queue, son gamin de mari ne lui étant d'aucun secours, Rosalie se risque à frauder à la carte bancaire en traficotant avec son ordinateur pour faire ses courses. Ça marche jusqu'au jour où la banque voit rouge.

## Fiche technique
- Titre original : Rosalie Goes Shopping
- Titre français : Rosalie fait ses courses
- Réalisation : Percy Adlon
- Scénario : Percy Adlon, Eleonore Adlon, Christopher Doherty
- Dialogues : Christopher Doherty (version anglaise), Ruth Cameron (coach vocal version anglaise)
- Décors : Catherine Davis, Clark A. Griffith, Don Gibbin, Stephen J. Lineweaver
- Costumes : Regine Bätz, Elizabeth Warner Nankin, Linda Fitzburg pour Marianne Sägebrecht
- Photographie : Bernd Heinl
- Son : Heiko Hinderks
- Montage : Jean-Claude Piroué
- Musique : Bob Telson
- Chansons : 
  - Back to Rosalie, paroles et musique de Bob Telson, interprétée par Jim Lauderdale
  - Debts of Gratitude, paroles et musique Bob Telson, interprétée par Shawn Colvin
  - Cool Jule, paroles de Lee Breuer et musique de Bob Telson, interprétée par Bob Telson
- Chansons addtitionnelles : yodels He-i-ti, Ho-i-ti et Almruaf, interprétés par Brüder Kehm
- Producteurs : Percy Adlon, Eleonore Adlon, Dietrich von Watzdorf
- Sociétés de production : Bayerisher Rundfunk (Allemagne), Pelemele Film (Allemagne)
- Sociétés de distribution : Filmverlag der Autoren & Co (Allemagne), MK2 Diffusion (France)
- Pays d'origine :  Allemagne de l'Ouest
- Tournage : 
  - Langues : allemand, anglais
  - Période : 14 septembre au 24 octobre 1988
  - Extérieurs : DeValls Bluff, Little Rock, Stuttgart (Arkansas)
- Format : 35 mm — couleur par Eastmancolor — 1.66:1 — son stéréo Dolby
- Genre : comédie dramatique
- Durée : 96 minutes
- Date de sortie :  17 mai 1989
- (fr) Classification CNC : tous publics (visa d'exploitation no 70532 délivré le 12 mai 1989)

## Distribution
- Marianne Sägebrecht (VF : Monique Thierry) : Rosalie Greenspace
- Brad Davis (VF : Patrick Préjean) : Ray « Liebling » Greenspace
- Judge Reinhold (VF : Edgar Givry) : le prêtre
- Erika Blumberger : la mère de Rosalie
- Willy Harlander : le père de Rosalie
- John Hawkes : Schuki Greenspace
- Patricia Zehentmayr : Barbara Greenspace
- Alex Winter (VF : William Coryn) : Schatzi Greenspace
- Bill Butler (VF : Med Hondo) : Christian
- Courtney Kraus : April
- David Denney : Kindi Greenspace
- Dina Chandel : Herzi Greenspace
- Lori Fitzhugh et Lisa Fitzhugh : les jumelles
- Ed Geldart (VF : Jacques Dynam) : Burt
- John William Galt (VF : Henri Poirier) : le banquier